# Georg von Alten (Generalmajor, 1848)
Anton Hermann Georg von Alten (* 12. Oktober 1848 in Oldenburg; † 17. April 1904 in Ricklingen) war ein preußischer Generalmajor.

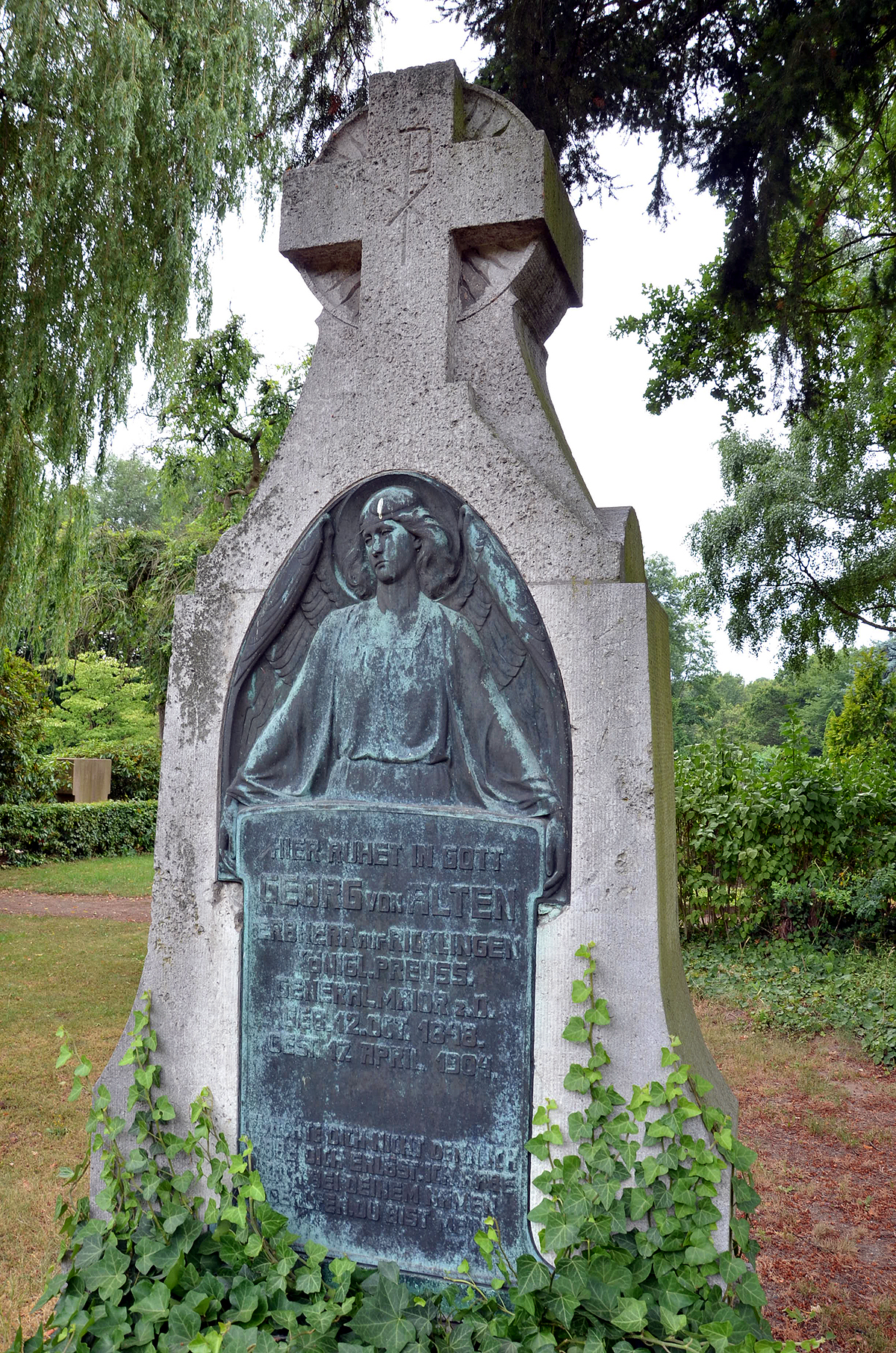
Grabstein von Georg von Alten

## Leben

### Herkunft
Alten entstammte dem niedersächsischen Adelsgeschlecht von Alten und war der Sohn des oldenburgischen Oberkammerherrn und Archäologen Friedrich Kurd von Alten (1822–1894) und dessen erster Ehefrau Ida, geborene Schorcht (1823–1856). Seine Brüder waren Paul von Alten (1853–1907), später preußischer Oberforstmeister, und Viktor von Alten (1854–1917), später preußischer Landrat.

### Militärkarriere
Am 26. Juni 1866 trat Alten in das Oldenburger Dragonerregiment ein und wurde dort am 25. September 1867 zum Portepeefähnrich ernannt sowie am 7. Juli 1868 zum Sekondeleutnant befördert. Nach der Militärkonvention in die Preußische Armee übernommen, nahm er 1870/71 am Krieg gegen Frankreich teil und wurde bei Mars la Tour verwundet. Er besuchte die Kriegsakademie und war Mitglied im Großen Generalstab. 
1875 bis 1879 war er als Premierleutnant Teilnehmer an der archäologischen Landesaufnahme von Attika und beschäftigte sich besonders mit den antiken Stadtmauern von Athen. 1878 wurde er korrespondierendes Mitglied des Archäologischen Instituts des Deutschen Reiches.
Nach einer Verwendung beim Generalkommando des III. Armee-Korps wurde Alten am 27. Januar 1894 als etatmäßiger Stabsoffizier in das 2. Rheinische Husaren-Regiment Nr. 9 versetzt. Am 18. April 1896 beauftragte man ihn mit der Führung des Husaren-Regiments Nr. 13 in Frankfurt am Main. Unter Beförderung zum Oberstleutnant wurde er am 16. Juni 1896 schließlich Kommandeur dieses Regiments. In dieser Stellung am 27. Januar 1899 zum Oberst befördert, wurde Alten am 18. Oktober 1900 nach Württemberg kommandiert und dort zunächst mit der Führung der 26. Kavallerie-Brigade beauftragt. Seine Ernennung zum Kommandeur dieser Brigade erhielt Alten am 18. Mai 1901, ebenso wie seine Beförderung zum Generalmajor am 22. April 1902.
Am 14. November 1903 wurde Alten mit der gesetzlichen Pension (Altersversorgung) zur Disposition gestellt.

### Familie
Am 24. Mai 1881 heiratete er in Berlin Marie von Diepenbroick-Grüter (1856–1942). 1894 erbte er von seinem Vater den Edelhof Ricklingen. 1904 verstarb er an den Folgen einer während des Deutsch-Französischen Krieges 1870 erlittenen Verletzung. Begraben liegt er auf dem evangelisch-lutherischen Michaelisfriedhof in Hannover.

## Veröffentlichungen
- Die Thoranlage bei der Hagia Triada zu Athen. In: Mitteilungen des Deutschen Archäologischen Instituts, Athenische Abteilung. 3, 1878, S. 28–48 Taf. III–IV (Digitalisat).
- Ernst Curtius, Johann August Kaupert (Hrsg.): Karten von Attika. auf Veranlassung des Kaiserlich Deutschen Archäologischen Instituts und mit Unterstützung des K. Preußischen Ministeriums für geistliche Unterrichts- u. Medicinal-Angelegenheiten aufgenommen durch Offiziere und Beamte des K. Preußischen Großen Generalstabes. Reimer, Berlin
  - II. Die Halbinsel Peiraieus, aufgenommen und gezeichnet 1876/77. 1881 (Karte).
  - III. Athen – Peiraieus, aufgenommen und gezeichnet 1875/77. 1882 (Karte).
  - V. Kephisia, aufgenommen und gezeichnet 1878/79. 1883 (Karte).
- Die Befestigungen der Hafenstadt Athen. In: Ernst Curtius, Johann August Kaupert (Hrsg.): Karten von Attika, auf Veranlassung des Kaiserlich Deutschen Archäologischen Instituts und mit Unterstützung des K. Preußischen Ministeriums für geistliche Unterrichts- u. Medicinal-Angelegenheiten aufgenommen durch Offiziere und Beamte des K. Preußischen Großen Generalstabes. Erläuternder Text, Heft 1, Reimer, Berlin 1881, S. 10–22 (Digitalisat).